# Mara Kovačević
Mara Kovačević (cyr. Мара Ковачевић ;ur. 12 grudnia 1975) – serbska judoczka, reprezentująca Jugosławię i Serbię z Czarnogórą. Olimpijka z Sydney 2000, gdzie odpadła w eliminacjach w wadze ciężkiej.
Brązowa medalistka mistrzostw świata w 2001, siódma w 1997; uczestniczka zawodów w 1995, 1999 i 2003. Startowała w Pucharze Świata w latach: 1992 i 1995-2004. Brązowa medalistka mistrzostw Europy w 2003; piąta w 1996 i 1997. Trzecia na igrzyskach śródziemnomorskich w 1997 i 2001 roku. Zdobyła cztery medale na akademickich MŚ.

## Letnie Igrzyska Olimpijskie 2000
| Konkurencja | Eliminacje               | Klas. końcowa |
| Konkurencja | Przeciwnik I             | Miejsce       |
| ----------- | ------------------------ | ------------- |
| +78 kg      | Brigitte Olivier (BEL) P | 1 runda       |